# MAN A20
De MAN A20 is een bustype, geproduceerd door de Duitse busfabrikant MAN van 1996 tot 2004.

## Geschiedenis
In 1996 werd het chassistype A20 geïntroduceerd als opvolger van de A10 en was bedoeld voor bussen op het interstedelijk vervoer. De bus was voorzien van een lage instap, waarbij de vloer tussen de eerste en tweede deur vlak waren. Na de tweede deur helde de vloer licht omhoog. De MAN A20 was in eerste instantie ontworpen aan de hand van zijn voorganger A10, maar kreeg in 1998 een moderner uiterlijk naar voorbeeld van de A21.
In 2004 werden de A20, A21 en A23 gemoderniseerd en aangeduid onder een nieuwe benaming de Lion's City.

## Inzet
De bussen werden ingezet in verschillende landen, waaronder Duitsland, Luxemburg en België.
| Bedrijf        | Serie         | Aantal | Inzet                                     | Opmerking                  |
| België         | België        | België | België                                    | België                     |
| -------------- | ------------- | ------ | ----------------------------------------- | -------------------------- |
| Marcel Cars    | 112101-112102 | 2      | Antwerpen                                 | Tweedehands bussen         |
| Duitsland      |               |        |                                           |                            |
| BVR            | 223-227       | 5      | Metropoolgebied Rijn-Ruhr                 |                            |
| BVR            | 1112-1122     | 11     | Metropoolgebied Rijn-Ruhr                 |                            |
| BVR            | 8000          | 1      | Metropoolgebied Rijn-Ruhr                 |                            |
| BVR            | 9011-9017     | 7      | Metropoolgebied Rijn-Ruhr                 |                            |
| Luxemburg      |               |        |                                           |                            |
| Gemengen       | B1143         | 1      | Schoolvervoer Luxemburg                   |                            |
| Luxair-Bus     | ??            | 4      | Pendelvervoer Luchthaven Luxemburg-Findel |                            |
| Sales-Lentz    | B 0684-B 0686 | 3      | Streekvervoer                             | Meeste zijn buiten dienst. |
| Sales-Lentz    | B 0688        | 1      | Streekvervoer                             | Meeste zijn buiten dienst. |
| Sales-Lentz    | B 0794        | 1      | Streekvervoer                             | Meeste zijn buiten dienst. |
| Sales-Lentz    | B 0796-B 0797 | 2      | Streekvervoer                             | Meeste zijn buiten dienst. |
| Sales-Lentz    | B 0980-B 0982 | 3      | Streekvervoer                             | Meeste zijn buiten dienst. |
| Sales-Lentz    | B 1099        | 1      | Streekvervoer                             | Meeste zijn buiten dienst. |
| Sales-Lentz    | B 1133        | 1      | Streekvervoer                             | Meeste zijn buiten dienst. |
| Sales-Lentz    | B 1393-B 1395 | 3      | Streekvervoer                             | Meeste zijn buiten dienst. |
| Sales-Lentz    | B 1397        | 1      | Streekvervoer                             | Meeste zijn buiten dienst. |
| Sales-Lentz    | B 1399        | 1      | Streekvervoer                             | Meeste zijn buiten dienst. |
| Sales-Lentz    | B 1482        | 1      | Streekvervoer                             | Meeste zijn buiten dienst. |
| Sales-Lentz    | B 1484-B 1485 | 2      | Streekvervoer                             | Meeste zijn buiten dienst. |
| Sales-Lentz    | SL 3009       | 1      | Streekvervoer                             | Meeste zijn buiten dienst. |
| Sales-Lentz    | SL 3019       | 1      | Streekvervoer                             | Meeste zijn buiten dienst. |
| Sales-Lentz    | SL 3021       | 1      | Streekvervoer                             | Meeste zijn buiten dienst. |
| Sales-Lentz    | SL 3024       | 1      | Streekvervoer                             | Meeste zijn buiten dienst. |
| Sales-Lentz    | SL 3026       | 1      | Streekvervoer                             | Meeste zijn buiten dienst. |
| Sales-Lentz    | SL 3028       | 1      | Streekvervoer                             | Meeste zijn buiten dienst. |
| Sales-Lentz    | SL 3058       | 1      | Streekvervoer                             | Meeste zijn buiten dienst. |
| Sales-Lentz    | SL 3060       | 1      | Streekvervoer                             | Meeste zijn buiten dienst. |
| TICE           | 70-76         | 7      | Kanton Esch-sur-Alzette                   |                            |
| Voyages Ecker  | B 0814        | 1      | Streekvervoer                             |                            |
| Nederland      |               |        |                                           |                            |
| Carpatas Tours | 13-BGH-5      | 1      | Tourvervoer en treinvervangend vervoer    | Import                     |
| Carpatas Tours | 02-BHX-8      | 1      | Tourvervoer en treinvervangend vervoer    | Import                     |